# Municipio de Sandy Creek (Pensilvania)
El municipio de Sandy Creek  (en inglés: Sandy Creek Township) es un municipio ubicado en el condado de Mercer en el estado estadounidense de Pensilvania. En el año 2000 tenía una población de 848 habitantes y una densidad poblacional de 21.0 personas por km².

## Geografía
El municipio de Sandy Creek se encuentra ubicado en las coordenadas 41°27′00″N 80°15′59″O / 41.45000, -80.26639.

## Demografía
Según la Oficina del Censo en 2000 los ingresos medios por hogar en la localidad eran de $36,250 y los ingresos medios por familia eran $40,132. Los hombres tenían unos ingresos medios de $31,875 frente a los $17,500 para las mujeres. La renta per cápita para la localidad era de $15,986. Alrededor del 6,6% de la población estaban por debajo del umbral de pobreza.